# سان هانگ کای سنتر
سان هانگ کای سنتر، (به انگلیسی: Sun Hung Kai Centre) آسمان‌خراش ۵۳ طبقه به ارتفاع ۲۱۵ متر، مستقر در وان چای، هنگ کنگ می‌باشد. پروژه ساخت این ساختمان اداری-تجاری، در سال ۱۹۸۰ تکمیل شد و هم‌اکنون متعلق به شرکت سان هانگ کای پراپرتیز می‌باشد، که دفتر مرکزی این شرکت نیز به‌شمار می‌آید.